# فورست بلو
فورست بلو (بالإنجليزية: Forrest Blue)‏ هو لاعب كرة قدم أمريكية أمريكي، ولد في 7 سبتمبر 1945 في مارفا في الولايات المتحدة، وتوفي في 16 يوليو 2011 في Carmichael, California ‏ في الولايات المتحدة.

## وصلات خارجية
- فورست بلو على موقع مرجع كرة القدم المحترفة.كوم (الإنجليزية)